# Логан (Айова)
Логан (англ. Logan) — город в США, административный центр округа Гаррисон штата Айова. Население — 1397 человек (2020).

## География
Логан расположен по координатам 41°38′43″ с. ш. 95°47′30″ з. д. (41.645140, -95.791648). По данным Бюро переписи населения США в 2010 году город имел площадь 2,60 км², вся площадь — суша.

## Демография
| Год переписи | Нас. |  | %±    |
| ------------ | ---- |  | ----- |
| 1880         | 644  |  | —     |
| 1890         | 827  |  | 28,4% |
| 1900         | 1377 |  | 66,5% |
| 1910         | 1453 |  | 5,5%  |
| 1920         | 1637 |  | 12,7% |
| 1930         | 1654 |  | 1%    |
| 1940         | 1700 |  | 2,8%  |
| 1950         | 1550 |  | −8,8% |
| 1960         | 1605 |  | 3,5%  |
| 1970         | 1526 |  | −4,9% |
| 1980         | 1540 |  | 0,9%  |
| 1990         | 1401 |  | −9%   |
| 2000         | 1545 |  | 10,3% |
| 2010         | 1534 |  | −0,7% |
| 2020         | 1397 |  | −8,9% |

Согласно переписи 2010 года, в городе проживали 1534 человека в 595 домохозяйствах в составе 397 семей. Плотность населения составила 590 человек/км². Было 649 квартир (250/км²).
Расовый состав населения:
| - 98,6 % — белых - 0,4 % — азиатов - 0,1 % — коренных американцев - 0,1 % — чёрных или афроамериканцев |

К двум или более расам принадлежало 0,8 %. Доля испаноязычных составила 0,8 % всего населения.
По возрастному диапазону население распределялось следующим образом: 26,9 % — лица младше 18 лет, 56,4 % — лица в возрасте 18-64 лет, 16,7 % — лица в возрасте 65 лет и старше. Медиана возраста жителя составила 38,5 лет. На 100 человек женского пола в городе приходилось 94,9 мужчин; на 100 женщин в возрасте от 18 лет и старше — 93,4 мужчин также старше 18 лет.
Средний доход на одно домашнее хозяйство составил 62 293 доллара США (медиана — 58 125), а средний доход на одну семью — 71 308 долларов (медиана — 68 000). Медиана доходов составила 43 047 долларов для мужчин и 38 964 доллара для женщин. За чертой бедности находилось 10,2 % человек, в том числе 9,0 % детей в возрасте до 18 лет и 8,8 % лиц в возрасте 65 лет и старше.
Гражданское трудоустроенное население составляло 847 человек. Основные области занятости: образование, здравоохранение и социальная помощь — 26,8 %, строительство — 14,6 %, финансы, страхование и недвижимость — 8,6 %, производство — 7,9 %.